# John McCormack
John Francis McCormack (*14 de junio del 1884, † 16 de septiembre del 1945), fue un tenor lírico irlandés, activo en ópera, Lied y música popular. Es considerado uno de los mejores tenores representando el bel canto de la escuela previa a Enrico Caruso. A la vez fue uno de los primeros cantantes estelares del nuevo medio de grabación de sonido.
Fue activo en escenario de ópera hasta 1926. Después cantaba únicamente como cantante de concierto y en grabación. Su voz prolija está documentada en 216 grabaciones de disco de 78 r. p. m. Su disco más famoso es el aria Il mio tesoro de la ópera Don Giovanni, grabada en 1916. Es considerada ampliamente una presentación todavía no alcanzada por otro cantante.

## Vida antes de la carrera como cantante
John Francis McCormack nació en Athlone, Irlanda, siendo el cuarto de once hermanos de Andrew McCormack y Hannah Watson el 14 de junio de 1884, y fue bautizado en St. Mary's Church, Athlone el 23 de junio de 1884. Sus padres trabajaron en el molino Athlone Woollen Mills. Recibió su primera educación de los Marist Brothers en Athlone, y más adelante atendió el Summerhill College, Sligo. John se casó con Lily Foley en 1906. La pareja tenía dos hijos, Cyril y Gwen.

## Carrera

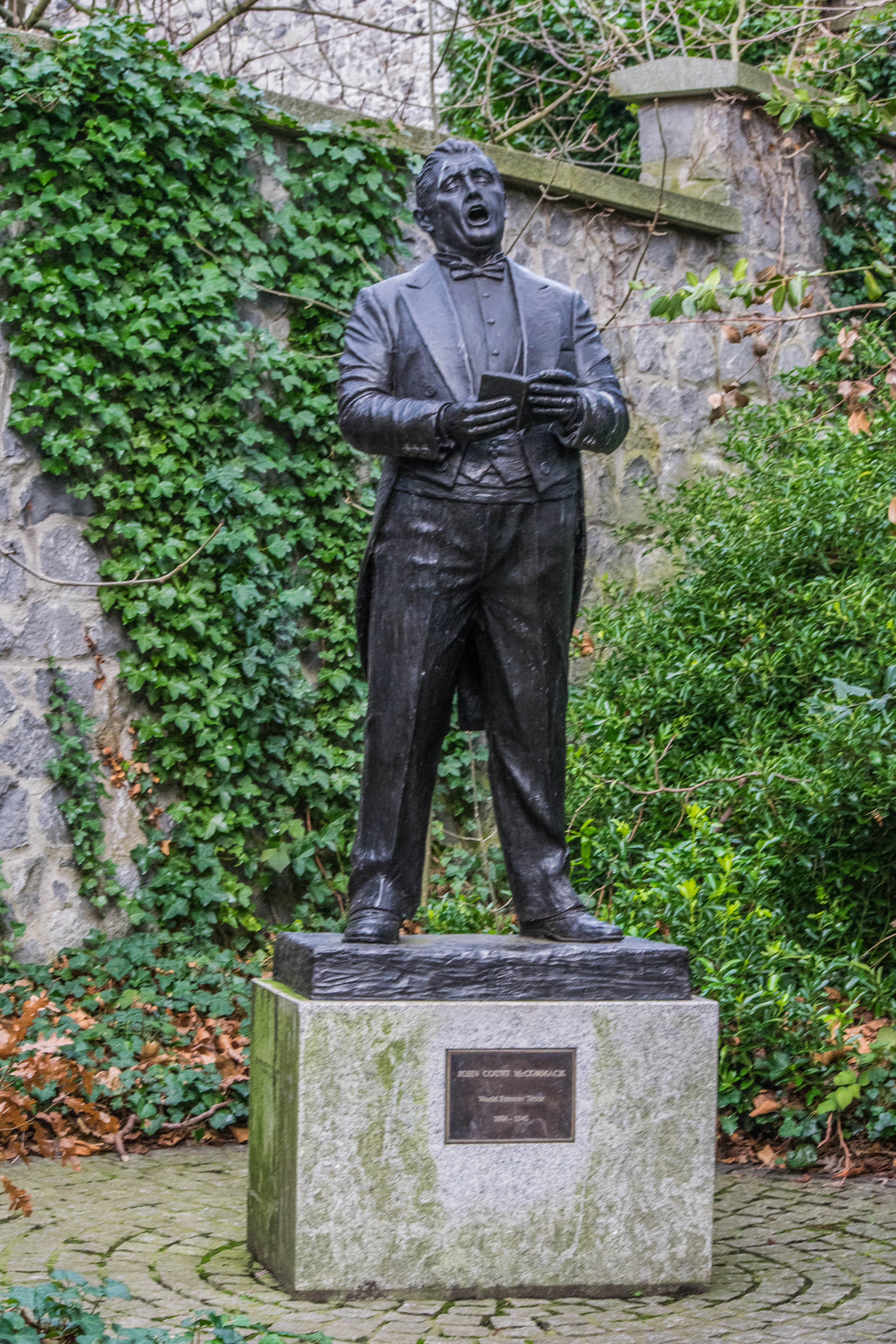
Estatua de John McCormack Iveagh Garden

McCormack recibió su primera formación con el maestro Vincent O'Brien, siendo miembro del Palestrina Choir de la catedral de Dublín. En 1903 obtuvo primera fama ganando una medalla de oro de la competición de canto Feis Ceoil en Dublín. En 1904 cantó en la exposición mundial de Saint Louis. Una beca le facilitó estudios con el maestro Vicenzo Sabbatini en Milán, Italia. En 1906, debutó en el teatro Chiabrera, Savona, bajo el nombre de "Giovanni Foli" como Fritz en L'amico Fritz de Pietro Mascagni. En 1907 John McCormack tuvo su primer papel importante en Covent Garden, como Turidu en Cavalleria Rusticana de Pietro Mascagni, siendo su tenor principal más joven hasta la fecha. En 1909 hizo su debut en Estados Unidos. Su calidad vocal y carisma aseguraron su éxito como uno de los mejores tenores de su época, aunque el mismo se consideraba "el peor actor del mundo".
Alrededor de 1912, intensificó su actividad en el campo de concierto y grabación, abandonando su actividad en escenario de ópera. Su actividad en grabación también lo hizo una de las primeras estrellas del nuevo medio. La primera grabación fue realizada en cilindro fonográfico en 1904. Su serie más exitosa fue realizada por Victor Talking Machine Company en las décadas 1910 y 1920. También hizo programas radiales y apareció en varias películas de sonido.

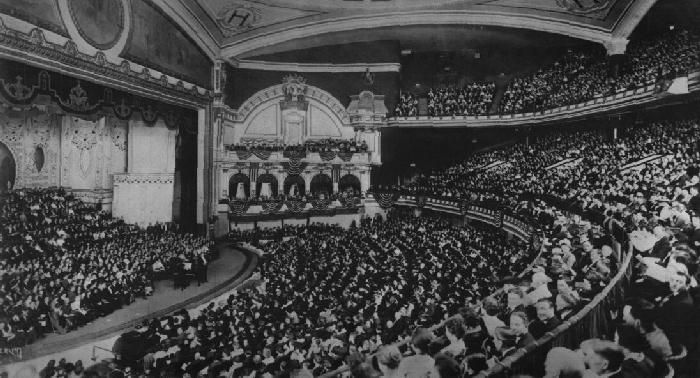
John McCormack en el hipódromo de Nueva York c.1915-1916.

McCormack mostró abiertamente su opinión política y le dio transcendencia en su trabajo artístico. Su grabación de The Wearing of the Green, una canción sobre la rebelión irlandesa en 1798, promocionaba el movimiento para el Irish Home Rule Bill y agudizó el alejamiento nacionalista entre Irlanda e Inglaterra. McCormack estuvo asociado con las canciones de Thomas Moore, especialmente The Harp That Once Through Tara’s Halls, The Minstrel Boy y  The Last Rose of Summer. 
En 1917 McCormack obtuvo la nacionalidad de los Estados Unidos. En junio del 1918, donó $ 11.458 para los esfuerzos de los Estados Unidos en la Primera Guerra Mundial. En ese momento, su carrera tuvo un éxito financiero tremendo. Ganó millones de dólares con la venta de sus discos, aunque nunca estuvo invitado al teatro de la Scala en Milán. 
En 1927 McCormack se mudó a Moore Abbey, Monasterevan, County Kildare y vivió una vida opulenta, si se compara con el nivel de vida en Irlanda. Tuvo apartamentos en Londres y Nueva York. Esperaba que alguno de sus caballos de carrera, como Golden Lullaby, ganara el Epsom Derby, pero no tuvo fortuna.
McCormack fue honrado por sus servicios a la música. Su condecoración más importante fue el título de Conde papal otorgado por el papa Pío XI, en consideración de su trabajo para las obras caritativas de la Iglesia católica. Para mucha gente, el clímax de su carrera fue cuando cantó Panis Angelicus" de César Franck a una multitud en el Phoenix Park de Dublín en 1932.
En 1938 McCormack terminó su carrera con un concierto en el Royal Albert Hall en Londres. Enfermo con enfisema, compró una casa cerca del mar, "Glena", Booterstown, Dublín donde vivió hasta su muerte en 1945, cantando ocasionalmente en conciertos beneficiarios. Su cuerpo fue enterrado en el cementerio de Deansgrange.